# Игор Мелчук
Игор Александрович Мелчук (на руски: И́горь Алекса́ндрович Мельчу́к), роден на 19 октомври 1932 г. в Одеса, СССР, е канадски лингвист от руски произход, създател на лингвистичната теория „Смисъл ⇔ Текст“. Професор в Университета на Монреал (пенсионира се през 2009 г.).

## Биография
Завършва испанска филология във филологическия факултет на Московския държавен университет. През 1956 г. започва работа в Института по езикознание на Академията на науките на СССР, където се занимава с проблема за машинния превод.
През 1976 г. Мелчук, който се изказва в подкрепа на Андрей Синявски и Юлий Даниел, Андрей Сахаров и Сергей Ковальов, е уволнен от Института по езикознание, заради което взима и решението да емигрира. Заминава за Канада, където живее от 1977 г.
Работи в областта на типологията, общото езикознание, семантиката, депендентната граматика, формалната морфология, общата и френската лексикография, генерирането на текст, машинния превод и други сфери на теоретичното и приложното езикознание. Неговите задълбочени теоретични разработки, свързани с различни езикови равнища и връзките между тях, намират приложение при изследването на различни езици. Едно от най-големите му постижения е създаването на теорията „Смисъл ⇔ Текст“, която оказва значително влияние върху развитието на съвременната приложна и компютърна лингвистика.
Почетен доктор на Софийския университет и носител почетния знак на БАН „Марин Дринов" – за високи постижения в областта на лингвистиката и компютърната лингвистика.

### На български
- Курс по обща морфология. Том I Архив на оригинала от 2014-10-17 в Wayback Machine.. Превод Блажо Блажев. София: УИ „Св. Климент Охридски“, 2013.